# Oscar/Bester Song
Mit dem Oscar für den besten Song werden die Songwriter eines Films geehrt.
Nachdem bei den vergangenen Preisverleihungen im Jahr 2007 und 2008 jeweils eine Filmproduktion drei der fünf nominierten Musikstücke gestellt hatte, dürfen ab dem 19. Juni 2008 nicht mehr als zwei Stücke aus einem Film unter die finalen nominierten Kandidaten gelangen, die Vorauswahl an Musikstücken pro Film ist dagegen nach wie vor unbegrenzt.
| Statistik                                         |                                                                          |
| Am häufigsten honorierte(r) Künstler/in           | Sammy Cahn, Jimmy Van Heusen, Alan Menken und Johnny Mercer (je 4 Siege) |
| Am häufigsten nominierte(r) Künstler/in           | Sammy Cahn (26 Nominierungen)                                            |
| Am häufigsten nominierte(r) Künstler/in ohne Sieg | Diane Warren (13 Nominierungen, Stand 2022, Ehrenoscar 2022)             |

In unten stehender Tabelle sind die Preisträger nach dem Jahr der Verleihung gelistet.

## 1935–1940
| Jahr | Preisträger                | für den Film                                            | Nominierungen |
| ---- | -------------------------- | ------------------------------------------------------- | --- |
| 1935 | Con Conrad Herb Magidson   | Scheidung auf amerikanisch (Lied: The Continental)      | Ralph Rainger und Leo Robin für She Loves Me Not (Lied: Love in Bloom) Vincent Youmans, Edward Eliscu und Gus Kahn für Carioca (Lied: Carioca) |
| 1936 | Harry Warren Al Dubin      | Die Goldgräber von 1935 (Lied: Lullaby of Broadway)     | Irving Berlin für Ich tanz’ mich in dein Herz hinein (Lied: Cheek to Cheek) Jerome Kern, Dorothy Fields und Jimmy McHugh für Roberta (Lied: Lovely to Look At) |
| 1937 | Jerome Kern Dorothy Fields | Swing Time (Lied: The Way You Look Tonight)             | Louis Alter und Sidney D. Mitchell für Kampf in den Bergen (Lied: A Melody from the Sky) Walter Donaldson und Harold Adamson für Suzy (Lied: Did I Remember) Arthur Johnston und Johnny Burke für Pennies from Heaven (Lied: Pennies from Heaven) Cole Porter für Zum Tanzen geboren (Lied: I’ve Got You Under My Skin) Richard A. Whiting und Walter Bullock für Sing, Baby, Sing (Lied: When Did You Leave Heaven) |
| 1938 | Harry Owens                | Waikiki Wedding (Lied: Sweet Leilani)                   | Sammy Fain und Lew Brown für Für Sie, Madame … (Lied: That Old Feeling) George Gershwin und Ira Gershwin für Tanz mit mir (Lied: They Can’t Take That Away from Me) Frederick Hollander und Leo Robin für Künstlerball (Lied: Whispers in the Dark) Harry Warren und Al Dubin für Mr. Dodd Takes the Air (Lied: Remember Me?) |
| 1939 | Ralph Rainger Leo Robin    | The Big Broadcast of 1938 (Lied: Thanks for the Memory) | Irving Berlin für Alexander’s Ragtime Band (Lied: Now It Can Be Told) Irving Berlin für Sorgenfrei durch Dr. Flagg – Carefree (Lied: Change Partners) Phil Charig und Arthur Quenzer für Wie leben wir doch glücklich! (Lied: Merrily We Live) Johnny Marvin für Under Western Stars (Lied: Dust) Jimmy McHugh und Harold Adamson für That Certain Age (Lied: My Own) Lionel Newman und Arthur Quenzer für Mein Mann, der Cowboy (Lied: The Cowboy and the Lady) Ben Oakland und Oscar Hammerstein für The Lady Objects (Lied: A Mist Is Over the Moon) Edward Ward, Chet Forrest und Bob Wright für Mannequin (Lied: Always and Always) Harry Warren und Johnny Mercer für Going Places (Lied: Jeepers Creepers) |
| 1940 | Harold Arlen E. Y. Harburg | Der Zauberer von Oz (Lied: Somewhere Over The Rainbow)  | Irving Berlin für Second Fiddle (Lied: I Poured My Heart Into a Song) Buddy DeSylva für Ruhelose Liebe (Lied: Wishing (Will Make It So)) Ralph Rainger und Leo Robin für Gullivers Reisen (Lied: Faithful Forever) |

## 1941–1950
| Jahr | Preisträger                       | für den Film                                                      | Nominierungen |
| ---- | --------------------------------- | ----------------------------------------------------------------- | --- |
| 1941 | Leigh Harline Ned Washington      | Pinocchio (Lied: When You Wish upon a Star)                       | Roger Edens und George E. Stoll für Heiße Rhythmen in Chicago (Lied: Our Love Affair) Chet Forrest und Bob Wright für Music in My Heart (Lied: It’s a Blue World) Jimmy McHugh und Johnny Mercer für You’ll Find Out (Lied: I’d Know You Anywhere) James V. Monaco und Johnny Burke für Rhythm on the River (Lied: Only Forever) Artie Shaw und Johnny Mercer für Swing-Romanze (Lied: Love of My Life) Robert Stolz und Gus Kahn für Spring Parade (Lied: Waltzing in the Clouds) Jule Styne und Walter Bullock für Hit Parade of 1941 (Lied: Who Am I?) Harry Warren und Mack Gordon für Galopp ins Glück (Lied: Down Argentine Way) |
| 1942 | Jerome Kern Oscar Hammerstein     | Lady Be Good (Lied: The Last Time I Saw Paris)                    | Louis Alter und Frank Loesser für Las Vegas Nights (Lied: Dolores) Harold Arlen und Johnny Mercer für (Lied: Blues in the Night) Gene Autry und Fred Rose für Ridin’ on a Rainbow (Lied: Be Honest with Me) Frank Churchill und Ned Washington für Dumbo (Lied: Baby Mine) Lloyd B. Norlin für All-American Co-Ed (Lied: Out of the Silence) Cole Porter für Reich wirst du nie (Lied: Since I Kissed My Baby Goodbye) Hugh Prince und Don Raye für Buck Privates (Lied: Boogie Woogie Bugle Boy) Harry Warren und Mack Gordon für Adoptiertes Glück (Lied: Chattanooga Choo Choo) |
| 1943 | Irving Berlin                     | Musik, Musik (Lied: White Christmas)                              | Frank Churchill und Larry Morey für Bambi (Lied: Love Is a Song) Jerome Kern und Johnny Mercer für Du warst nie berückender (Lied: Dearly Beloved) Burton Lane und Ralph Freed für Babes on Broadway (Lied: How About You?) Ernesto Lecuona und Kim Gannon für Im Schatten des Herzens (Lied: Always in My Heart) Harry Revel und Mort Greene für The Mayor of 44th Street (Lied: When There’s a Breeze on Lake Louise) Jule Styne und Sammy Cahn für Youth on Parade (Lied: I’ve Heard That Song Before) Edward Ward, Chet Forrest und Bob Wright für Flying with Music (Lied: Pennies for Peppino) Harry Warren und Mack Gordon für Orchestra Wives (Lied: (I’ve Got a Gal in) Kalamazoo) Gene De Paul und Don Raye für In der Hölle ist der Teufel los! (Lied: Pig Foot Pete) |
| 1944 | Harry Warren Mack Gordon          | Hello, Frisco, Hello (Lied: You’ll Never Know)                    | Harold Arlen und E. Y. Harburg für Ein Häuschen im Himmel (Lied: Happiness Is a Thing Called Joe) Harold Arlen und Johnny Mercer für The Sky’s the Limit (Lied: My Shining Hour) Harold Arlen und Johnny Mercer für Star Spangled Rhythm (Lied: That Old Black Magic) Jimmy McHugh und Herb Magidson für Hers to Hold (Lied: Say a Prayer for the Boys Over There) James V. Monaco und Al Dubin für Stage Door Canteen (Lied: We Mustn’t Say Goodbye) Cole Porter für Something to Shout About (Lied: You’d Be So Nice to Come Home To) Arthur Schwartz und Frank Loesser für Thank Your Lucky Stars (Lied: They’re Either Too Young or Too Old) Jule Styne und Harold Adamson für Hit Parade of 1943 (Lied: Change of Heart) Charles Wolcott und Ned Washington für Drei Caballeros im Sambafieber (Lied: Saludos Amigos) |
| 1945 | Jimmy Van Heusen Johnny Burke     | Der Weg zum Glück (Lied: Swinging on a Star)                      | Harold Arlen und Ted Koehler für Up in Arms (Lied: Now I Know) Ary Barroso und Ned Washington für Brasilianische Serenade (Lied: Rio de Janeiro) Ralph Blane und Hugh Martin für Meet Me in St. Louis (Lied: The Trolley Song) Maurice K. Jerome und Ted Koehler für Hollywood-Kantine (Lied: Sweet Dreams, Sweetheart) Walter Kent und Kim Gannon für Song of the Open Road (Lied: Too Much in Love) Jerome Kern und Ira Gershwin für Es tanzt die Göttin (Lied: Long Ago (and Far Away)) Jimmy McHugh und Harold Adamson für Higher and Higher (Lied: I Couldn’t Sleep a Wink Last Night) James V. Monaco und Mack Gordon für Sweet and Low-Down (Lied: I’m Making Believe) Lew Pollack und Charles Newman für Belita tanzt (Lied: Silver Shadows and Golden Dreams) Harry Revel und Paul Francis Webster für Minstrel Man (Lied: Remember Me to Carolina) Jule Styne und Sammy Cahn für Follow the Boys (Lied: I’ll Walk Alone) |
| 1946 | Richard Rodgers Oscar Hammerstein | Jahrmarkt der Liebe (Lied: It Might as Well Be Spring)            | Harold Arlen und Johnny Mercer für Here Come the Waves (Lied: Ac-Cent-Tchu-Ate the Positive) Ray Heindorf, Maurice K. Jerome und Ted Koehler für Ein Mann der Tat (Lied: Some Sunday Morning) Walter Kent und Kim Gannon für Earl Carroll Vanities (Lied: Endlessly) Jerome Kern und E. Y. Harburg für Das Lied des goldenen Westens (Lied: More and More) Jay Livingston und Ray Evans für Why Girls Leave Home (Lied: The Cat and the Canary) Ann Ronell für Schlachtgewitter am Monte Cassino (Lied: Linda) David Rose und Leo Robin für Der Wundermann (Lied: So in Love) Jule Styne und Sammy Cahn für Urlaub in Hollywood (Lied: I Fall in Love Too Easily) Jule Styne und Sammy Cahn für Tonight and Every Night (Lied: Anywhere) Jimmy Van Heusen und Johnny Burke für Belle of the Yukon (Lied: Sleigh Ride in July) Jimmy Van Heusen und Johnny Burke für Die Glocken von St. Marien (Lied: Aren’t You Glad You’re You) Allie Wrubel und Herb Magidson für Sing Your Way Home (Lied: I’ll Buy That Dream) Victor Young und Edward Heyman für Liebesbriefe (Lied: Love Letters) |
| 1947 | Harry Warren Johnny Mercer        | The Harvey Girls (Lied: On the Atchison, Topeka and the Santa Fe) | Irving Berlin für Blau ist der Himmel (Lied: You Keep Coming Back Like a Song) Hoagy Carmichael und Jack Brooks für Feuer am Horizont (Lied: Ole Buttermilk Sky) Jerome Kern und Oscar Hammerstein für Centennial Summer (Lied: All Through the Day) James V. Monaco und Mack Gordon für Dolly Sisters (The Dolly Sisters) (Lied: I Can’t Begin to Tell You) |
| 1948 | Allie Wrubel Ray Gilbert          | Onkel Remus’ Wunderland (Lied: Zip-a-Dee-Doo-Dah)                 | Ralph Blane, Hugh Martin und Roger Edens für Good News (Lied: Pass That Peace Pipe) Frank Loesser für Pauline, laß das Küssen sein (Lied: I Wish I Didn’t Love You So) Josef Myrow und Mack Gordon für Mother Wore Tights (Lied: You Do) Arthur Schwartz und Leo Robin für Der Himmel voller Geigen (Lied: A Gal in Calico) |
| 1949 | Jay Livingston Ray Evans          | Sein Engel mit den zwei Pistolen (Lied: Buttons and Bows)         | Harold Arlen und Leo Robin für Casbah (Lied: For Every Man There’s a Woman) Frederick Hollander und Leo Robin für Die Frau im Hermelin (Lied: This Is the Moment) Ramey Idriss und George Tibbles für Wet Blanket Policy (Lied: The Woody Woodpecker Song) Jule Styne und Sammy Cahn für Zaubernächte in Rio (Lied: It’s Magic) |
| 1950 | Frank Loesser                     | Neptuns Tochter (Lied: Baby, It’s Cold Outside)                   | Eliot Daniel und Larry Morey für Ein Champion zum Verlieben (So Dear to My Heart) (Lied: Lavender Blue) Alfred Newman und Mack Gordon für …und der Himmel lacht dazu (Lied: Through a Long and Sleepless Night) Jule Styne und Sammy Cahn für Ein tolles Gefühl (Lied: It’s a Great Feeling) Victor Young und Ned Washington für Angst vor der Schande (Lied: My Foolish Heart) |

## 1951–1960
| Jahr | Preisträger                     | für den Film                                                                  | Nominierungen |
| ---- | ------------------------------- | ----------------------------------------------------------------------------- | --- |
| 1951 | Ray Evans Jay Livingston        | Captain Carey, U.S.A. (Lied: Mona Lisa)                                       | Nikolaus Brodszky und Sammy Cahn für Der Fischer von Louisiana (Lied: Be My Love) Mack David, Al Hoffman und Jerry Livingston für Cinderella (Lied: Bibbidi-Bobbidi-Boo) Fred Glickman, Hy Heath und Johnny Lange für Rauchende Pistolen (Lied: Mule Train) Josef Myrow und Mack Gordon für Varieté-Prinzessin (Lied: Wilhelmina)                                                     |
| 1952 | Hoagy Carmichael Johnny Mercer  | Hochzeitsparade (Lied: In the Cool, Cool, Cool of the Evening)                | Nikolaus Brodszky und Sammy Cahn für Hübsch, jung und verliebt (Rich, Young And Pretty) (Lied: Wonder Why) Bert Kalmar, Harry Ruby und Oscar Hammerstein für Tödliches Pflaster Sunset Strip (The Strip) (Lied: A Kiss to Build a Dream On) Burton Lane und Alan Jay Lerner für Königliche Hochzeit (Lied: Too Late Now) Lionel Newman und Eliot Daniel für Golden Girl (Lied: Never) |
| 1953 | Dimitri Tiomkin Ned Washington  | Zwölf Uhr mittags (Lied: High Noon (Do Not Forsake Me))                       | Nikolaus Brodszky und Sammy Cahn für Mein Herz singt nur für Dich (Because You’re Mine) (Lied: Because You’re Mine) Jack Brooks für Bleichgesicht Junior (Son of Paleface) (Lied: Am I in Love) Frank Loesser für Hans Christian Andersen und die Tänzerin (Lied: Thumbelina) Harry Warren und Leo Robin für Nur für Dich (Just for You) (Lied: Zing a Little Zong)                   |
| 1954 | Sammy Fain Paul Francis Webster | Schwere Colts in zarter Hand (Lied: Secret Love)                              | Nicholas Brodszky und Leo Robin für Small Town Girl (Lied: My Flaming Heart) Herschel Burke Gilbert und Sylvia Fine für Wolken sind überall (Lied: The Moon Is Blue) Lester Lee und Ned Washington für Fegefeuer (Lied: Blue Pacific Blues (Sadie Thompson’s Song)) Harry Warren und Jack Brooks für Der Tolpatsch (The Caddy) (Lied: That’s Amore)                                   |
| 1955 | Jule Styne Sammy Cahn           | Drei Münzen im Brunnen (Lied: Three Coins in the Fountain)                    | Harold Arlen und Ira Gershwin für Ein neuer Stern am Himmel (Lied: The Man that Got Away) Irving Berlin für Weiße Weihnachten (Lied: Count Your Blessings Instead of Sheep) Jack Lawrence und Richard Myers für Eine Nacht mit Susanne (Lied: Hold My Hand) Dimitri Tiomkin und Ned Washington für Es wird immer wieder Tag (Lied: The High and the Mighty)                           |
| 1956 | Sammy Fain Paul Francis Webster | Alle Herrlichkeit auf Erden (Lied: Love Is a Many Splendored Thing)           | Nicholas Brodszky und Sammy Cahn für Tyrannische Liebe (Lied: I’ll Never Stop Loving You) Johnny Mercer für Daddy Langbein (Lied: Something’s Gotta Give) Alex North und Hy Zaret für Unchained (Lied: Unchained Melody) Jimmy Van Heusen und Sammy Cahn für Die zarte Falle (Lied: (Love Is) The Tender Trap)                                                                        |
| 1957 | Jay Livingston Ray Evans        | Der Mann, der zuviel wußte (Lied: Whatever Will Be, Will Be (Que Sera, Sera)) | Cole Porter für Die oberen Zehntausend (Lied: True Love) Leith Stevens und Tom Adair für Mord in den Wolken (Lied: Julie) Dimitri Tiomkin und Paul Francis Webster für Lockende Versuchung (Lied: Friendly Persuasion) Victor Young und Sammy Cahn für In den Wind geschrieben (Lied: Written on the Wind)                                                                            |
| 1958 | Jimmy Van Heusen Sammy Cahn     | Schicksalsmelodie (Lied: All the Way)                                         | Ray Evans und Jay Livingston für Tammy (Lied: Tammy) Sammy Fain und Paul Francis Webster für Junges Glück im April (April Love) (Lied: April Love) Dimitri Tiomkin und Ned Washington für Wild ist der Wind (Lied: Wild Is the Wind) Harry Warren, Harold Adamson, Leo McCarey für Die große Liebe meines Lebens (Lied: An Affair to Remember (Our Love Affair))                      |
| 1959 | Frederick Loewe Alan Jay Lerner | Gigi (Lied: Gigi)                                                             | Sammy Fain und Paul Francis Webster für Ein gewisses Lächeln (A Certain Smile) (Lied: A Certain Smile) Sammy Fain und Paul Francis Webster für Die Liebe der Marjorie Morningstar (Lied: A Very Precious Love) Jay Livingston und Ray Evans für Hausboot (Lied: Almost in Your Arms) Jimmy Van Heusen und Sammy Cahn für Some Came Running (Lied: To Love and Be Loved)               |
| 1960 | Jimmy Van Heusen Sammy Cahn     | Eine Nummer zu groß (Lied: High Hopes)                                        | Sylvia Fine für Fünf Pennies (Lied: The Five Pennies) Jerry Livingston und Mack David für Der Galgenbaum (Lied: The Hanging Tree) Alfred Newman und Sammy Cahn für Alle meine Träume (Lied: The Best of Everything) Dimitri Tiomkin und Ned Washington für Land ohne Gesetz (The Young Land) (Lied: Strange Are the Ways of Love)                                                     |

## 1961–1970
| Jahr | Preisträger                                 | für den Film                                                        | Nominierungen |
| ---- | ------------------------------------------- | ------------------------------------------------------------------- | --- |
| 1961 | Manos Hadjidakis                            | Sonntags… nie! (Lied: Never On Sunday)                              | Johnny Mercer für So eine Affäre (Lied: The Facts of Life) André Previn und Dory Previn für Pepe – Was kann die Welt schon kosten (Lied: The Faraway Part of Town) Dimitri Tiomkin und Paul Francis Webster für Alamo (Lied: The Green Leaves of Summer) Jimmy Van Heusen und Sammy Cahn für Der Spätzünder (Lied: The Second Time Around)                                                                        |
| 1962 | Henry Mancini Johnny Mercer                 | Frühstück bei Tiffany (Lied: Moon River)                            | Henry Mancini und Mack David für Junggeselle im Paradies (Lied: Bachelor in Paradise) Miklós Rózsa und Paul Francis Webster für El Cid (Lied: Love Theme from El Cid (The Falcon and the Dove)) Dimitri Tiomkin und Ned Washington für Stadt ohne Mitleid (Lied: Town Without Pity) Jimmy Van Heusen und Sammy Cahn für Die unteren Zehntausend (Lied: Pocketful of Miracles)                                     |
| 1963 | Henry Mancini Johnny Mercer                 | Die Tage des Weines und der Rosen (Lied: Days of Wine and Roses)    | Elmer Bernstein und Mack David für Auf glühendem Pflaster (Lied: Walk On the Wild Side) Sammy Fain und Paul Francis Webster für Tender Is the Night (Lied: Tender Is the Night) Bronisław Kaper und Paul Francis Webster für Meuterei auf der Bounty (Lied: Love Song from Mutiny on the Bounty (Follow Me)) André Previn und Dory Previn für Spiel zu zweit (Lied: Song from Two for the Seesaw (Second Chance)) |
| 1964 | Jimmy Van Heusen Sammy Cahn                 | Papa’s Delicate Condition (Lied: Call Me Irresponsible)             | Ernest Gold und Mack David für Eine total, total verrückte Welt (Lied: It’s a Mad Mad Mad Mad World) Henry Mancini und Johnny Mercer für Charade (Lied: Charade) Riz Ortolani, Nino Oliviero und Norman Newell für Mondo Cane (Lied: More) Dimitri Tiomkin und Paul Francis Webster für 55 Tage in Peking (Lied: So Little Time)                                                                                  |
| 1965 | Richard M. Sherman Robert B. Sherman        | Mary Poppins (Lied: Chim Chim Cher-ee)                              | Frank De Vol und Mack David für Wiegenlied für eine Leiche (Lied: Hush… Hush, Sweet Charlotte) Henry Mancini, Jay Livingston und Ray Evans für Die Frau seines Herzens (Lied: Dear Heart) Jimmy Van Heusen und Sammy Cahn für Sieben gegen Chicago (Lied: My Kind of Town) Jimmy Van Heusen und Sammy Cahn für Wohin die Liebe führt (Lied: Where Love Has Gone)                                                  |
| 1966 | Johnny Mandel Paul Francis Webster          | … die alles begehren (Lied: The Shadow of Your Smile)               | Burt Bacharach und Hal David für Was gibt’s Neues, Pussy? (Lied: What’s New Pussycat?) Michel Legrand und Jacques Demy für Die Regenschirme von Cherbourg (Lied: I Will Wait for You) Jerry Livingston und Mack David für Cat Ballou – Hängen sollst du in Wyoming (Lied: The Ballad of Cat Ballou) Henry Mancini und Johnny Mercer für Das große Rennen rund um die Welt (Lied: The Sweetheart Tree)             |
| 1967 | John Barry Don Black                        | Frei geboren – Königin der Wildnis (Lied: Born Free)                | Burt Bacharach und Hal David für Der Verführer läßt schön grüßen (Lied: Alfie) Elmer Bernstein und Mack David für Hawaii (Lied: My Wishing Doll) Johnny Mandel und Paul Francis Webster für Mord aus zweiter Hand (Lied: A Time for Love) Tom Springfield und Jim Dale für Georgy Girl (Lied: Georgy Girl) |
| 1968 | Leslie Bricusse                             | Doktor Dolittle (Lied: Talk to the Animals)                         | Burt Bacharach und Hal David für Casino Royale (Lied: The Look of Love) Terry Gilkyson für Das Dschungelbuch (Lied: The Bare Necessities) Quincy Jones und Bob Russell für 25 000 Dollar für einen Mann (Lied: The Eyes of Love) Jimmy Van Heusen und Sammy Cahn für Modern Millie – Reicher Mann gesucht (Lied: Thoroughly Modern Millie)                                                                        |
| 1969 | Michel Legrand Alan Bergman Marilyn Bergman | Thomas Crown ist nicht zu fassen (Lied: The Windmills Of Your Mind) | Quincy Jones und Bob Russell für For Love of Ivy (Lied: For Love of Ivy) Richard M. Sherman und Robert B. Sherman für Tschitti Tschitti Bäng Bäng (Lied: Chitty Chitty Bang Bang) Jule Styne und Bob Merrill für Funny Girl (Lied: Funny Girl) Jimmy Van Heusen und Sammy Cahn für Star! (Lied: Star!) |
| 1970 | Burt Bacharach Hal David                    | Zwei Banditen (Lied: Raindrops Keep Fallin’ on My Head)             | Elmer Bernstein und Don Black für Der Marshal (Lied: True Grit) Fred Karlin und Dory Previn für Pookie (The Sterile Cuckoo) (Lied: Come Saturday Morning) Michel Legrand, Alan Bergman und Marilyn Bergman für Happy End für eine Ehe (Lied: What Are You Doing the Rest of Your Life?) Rod McKuen für Die besten Jahre der Miss Jean Brodie (Lied: Jean)                                                         |

## 1971–1980
| Jahr | Preisträger                                  | für den Film                                                      | Nominierungen |
| ---- | -------------------------------------------- | ----------------------------------------------------------------- | --- |
| 1971 | Fred Karlin Robb Royer Jimmy Griffin         | Liebhaber und andere Fremde (Lied: For All We Know)               | Leslie Bricusse für Scrooge (Lied: Thank You Very Much) Michel Legrand, Alan Bergman und Marilyn Bergman für Die Geliebte des Priesters (Lied: Pieces of Dreams) Henry Mancini und Johnny Mercer für Darling Lili (Lied: Whistling Away the Dark) Riz Ortolani und Arthur Hamilton für Madron (Lied: Till Love Touches Your Life) |
| 1972 | Isaac Hayes                                  | Shaft (Lied: Theme from Shaft)                                    | Barry De Vorzon und Perry Botkin junior für Denkt bloß nicht, daß wir heulen (Lied: Bless the Beasts and Children) Marvin Hamlisch und Johnny Mercer für Opa kann’s nicht lassen (Lied: Life Is What You Make It) Henry Mancini, Alan Bergman und Marilyn Bergman für Sie möchten Giganten sein (Lied: All His Children) Richard M. Sherman und Robert B. Sherman für Die tollkühne Hexe in ihrem fliegenden Bett (Lied: The Age of Not Believing)                         |
| 1973 | Al Kasha Joel Hirschhorn                     | Die Höllenfahrt der Poseidon (Lied: The Morning After)            | Sammy Fain und Paul Francis Webster für The Stepmother (Lied: Strange Are the Ways of Love) Maurice Jarre, Alan Bergman und Marilyn Bergman für Das war Roy Bean (Lied: Marmalade, Molasses & Honey) Fred Karlin und Marsha Karlin für Wenn die Deiche brechen (Lied: Come Follow, Follow Me) Walter Scharf und Don Black für Ben (Lied: Ben) |
| 1974 | Marvin Hamlisch Alan Bergman Marilyn Bergman | So wie wir waren (Lied: The Way We Were)                          | George Barrie und Sammy Cahn für Mann, bist du Klasse! (Lied: All That Love Went to Waste) George Bruns und Floyd Huddleston für Robin Hood (Lied: Love) Paul McCartney und Linda McCartney für James Bond 007 – Leben und sterben lassen (Lied: Live and Let Die) John Williams und Paul H. Williams für Zapfenstreich (Lied: Nice to Be Around) |
| 1975 | Al Kasha Joel Hirschhorn                     | Flammendes Inferno (Lied: We May Never Love Like This Again)      | Elmer Bernstein und Don Black für Gold (Lied: Whereever Love Takes Me) Euel Box und Betty Box für Benji – Auf heißer Fährte (Lied: Benji’s Theme (I Feel Love)) Frederick Loewe und Alan Jay Lerner für Der kleine Prinz (Lied: Little Prince) John Morris und Mel Brooks für Der wilde wilde Westen (Lied: Blazing Saddles) |
| 1976 | Keith Carradine                              | Nashville (Lied: I’m Easy)                                        | George Barrie und Sammy Cahn für Cash – Die unaufhaltsame Karriere des Gefreiten Arsch (Lied: Now That We’re In Love) Fred Ebb und John Kander für Funny Lady (Lied: How Lucky Can You Get) Charles Fox und Norman Gimbel für Die Kehrseite der Medaille (Lied: Richard’s Window) Michael Masser und Gerry Goffin für Mahagoni (Lied: Theme from Mahogany (Do You Know Where You’re Going To))                                                                             |
| 1977 | Barbra Streisand Paul H. Williams            | A Star Is Born (Lied: Evergreen (Love Theme from A Star Is Born)) | Bill Conti, Carol Connors und Ayn Robbins für Rocky (Lied: Gonna Fly Now) Sammy Fain und Paul Francis Webster für Traumhaus für Zwei (Lied: A World that Never Was) Jerry Goldsmith für Das Omen (Lied: Ave Satani) Henry Mancini und Don Black für Inspektor Clouseau, der „beste“ Mann bei Interpol (Lied: Come to Me) |
| 1978 | Joseph Brooks                                | Stern meines Lebens (Lied: You Light Up My Life)                  | Sammy Fain, Carol Connors und Ayn Robbins für Bernard und Bianca – Die Mäusepolizei (Lied: Someone’s Waiting for You) Marvin Hamlisch und Carole Bayer Sager für Der Spion, der mich liebte (Lied: Nobody Does It Better) Al Kasha und Joel Hirschhorn für Elliot, das Schmunzelmonster (Lied: Candle on the Water) Richard M. Sherman und Robert B. Sherman für Cinderellas silberner Schuh (Lied: The Slipper and the Rose Waltz (He Danced With Me/She Danced With Me)) |
| 1979 | Paul Jabara                                  | Gottseidank, es ist Freitag (Lied: Last Dance)                    | John Farrar für Grease (Lied: Hopelessly Devoted to You) Charles Fox und Norman Gimbel für Eine ganz krumme Tour (Lied: Ready to Take a Chance Again) Marvin Hamlisch, Alan Bergman und Marilyn Bergman für Nächstes Jahr, selbe Zeit (Lied: The Last Time I Felt Like This) Richard M. Sherman und Robert B. Sherman für Unsere Lassie (Lied: When You’re Loved) |
| 1980 | David Shire Norman Gimbel                    | Norma Rae (Lied: It Goes Like It Goes)                            | Marvin Hamlisch und Carole Bayer Sager für Eisfieber (Lied: Through the Eyes of Love) Henry Mancini und Robert Wells für Zehn – Die Traumfrau (Lied: Song From Ten (It’s Easy to Say) David Shire, Alan Bergman und Marilyn Bergman für The Promise (Lied: I’ll Never Say Goodbye) Paul H. Williams und Kenneth Ascher für Muppet Movie (Lied: The Rainbow Connection) |

## 1981–1990
| Jahr | Preisträger                                                     | für den Film                                                                     | Nominierungen |
| ---- | --------------------------------------------------------------- | -------------------------------------------------------------------------------- | --- |
| 1981 | Michael Gore Dean Pitchford                                     | Fame – Der Weg zum Ruhm (Lied: Fame)                                             | Michael Gore und Lesley Gore für Fame – Der Weg zum Ruhm (Lied: Out Here on My Own) Willie Nelson für On the Road Again (Lied: On the Road Again) Dolly Parton für Warum eigentlich … bringen wir den Chef nicht um? (Lied: Nine to Five) Lalo Schifrin und Will Jennings für Das große Finale (Lied: People Alone) |
| 1982 | Burt Bacharach Carole Bayer Sager Christopher Cross Peter Allen | Arthur – Kein Kind von Traurigkeit (Lied: Arthur’s Theme (Best That You Can Do)) | Bill Conti und Michael Leeson für James Bond 007 – In tödlicher Mission (Lied: For Your Eyes Only) Randy Newman für Ragtime (Lied: One More Hour) Joe Raposo für Die große Muppet-Sause (Lied: The First Time It Happens) Lionel Richie für Endlose Liebe (Lied: Endless Love) |
| 1983 | Jack Nitzsche Buffy Sainte-Marie Will Jennings                  | Ein Offizier und Gentleman (Lied: Up Where We Belong)                            | Dave Grusin, Alan Bergman und Marilyn Bergman für Tootsie (Lied: It Might Be You) Michel Legrand, Alan Bergman und Marilyn Bergman für Zwei dicke Freunde (Lied: How Do You Keep the Music Playing?) Jim Peterik und Frankie Sullivan für Rocky III – Das Auge des Tigers (Lied: Eye of the Tiger) John Williams, Alan Bergman und Marilyn Bergman für Geliebter Giorgio (Lied: If We Were In Love)                      |
| 1984 | Giorgio Moroder Keith Forsey Irene Cara                         | Flashdance (Lied: Flashdance … What a Feeling)                                   | Michel Legrand, Alan Bergman und Marilyn Bergman für Yentl (Lied: Papa, Can You Hear Me?) Michel Legrand, Alan Bergman und Marilyn Bergman für Yentl (Lied: The Way He Makes Me Feel) Austin Roberts und Bobby Hart für Comeback der Liebe (Lied: Over You) Michael Sembello und Dennis Matkosky für Flashdance (Lied: Maniac)                                                                                           |
| 1985 | Stevie Wonder                                                   | Die Frau in Rot (Lied: I Just Called to Say I Love You)                          | Phil Collins für Gegen jede Chance (Lied: Against All Odds (Take a Look at Me Now)) Kenny Loggins und Dean Pitchford für Footloose (Lied: Footloose) Ray Parker Jr. für Ghostbusters – Die Geisterjäger (Lied: Ghostbusters) Tom Snow und Dean Pitchford für Footloose (Lied: Let’s Hear It for the Boy) |
| 1986 | Lionel Richie                                                   | White Nights – Die Nacht der Entscheidung (Lied: Say You, Say Me)                | Stephen Bishop für White Nights – Die Nacht der Entscheidung (Lied: Separate Lives (Love Theme from White Nights)) Marvin Hamlisch und Ed Kleban für A Chorus Line (Lied: Surprise, Surprise) Chris Hayes, Johnny Colla und Huey Lewis für Zurück in die Zukunft (Lied: The Power of Love) Quincy Jones, Rod Temperton und Lionel Richie für Die Farbe Lila (Lied: Miss Celie’s Blues (Sister))                          |
| 1987 | Giorgio Moroder Tom Whitlock                                    | Top Gun (Lied: Take My Breath Away)                                              | Peter Cetera, David Foster und David Foster für Karate Kid II – Entscheidung in Okinawa (Lied: Glory of Love) James Horner, Barry Mann und Cynthia Weil für Feivel, der Mauswanderer (Lied: Somewhere Out There) Henry Mancini und Leslie Bricusse für That’s Life! So ist das Leben (Lied: Life in a Looking Glass) Alan Menken und Howard Ashman für Der kleine Horrorladen (Lied: Mean Green Mother from Outer Space) |
| 1988 | Franke Previte John DeNicola Donald Markowitz                   | Dirty Dancing (Lied: (I’ve Had) The Time of My Life)                             | Willy DeVille für Die Braut des Prinzen (Lied: Storybook Love) Harold Faltermeyer, Keith Forsey und Bob Seger für Beverly Hills Cop II (Lied: Shakedown) George Fenton und Jonas Gwangwa für Schrei nach Freiheit (Lied: Cry Freedom) Albert Hammond und Diane Warren für Mannequin (Lied: Nothing’s Gonna Stop Us Now)                                                                                                  |
| 1989 | Carly Simon                                                     | Die Waffen der Frauen (Lied: Let the River Run)                                  | Lamont Dozier und Phil Collins für Buster (Lied: Two Hearts) Bob Telson für Out of Rosenheim (Lied: Calling You) |
| 1990 | Alan Menken Howard Ashman                                       | Arielle, die Meerjungfrau (Lied: Under the Sea)                                  | Marvin Hamlisch, Alan Bergman und Marilyn Bergman für Shirley Valentine – Auf Wiedersehen, mein lieber Mann (Lied: The Girl Who Used to Be Me) Alan Menken und Howard Ashman für Arielle, die Meerjungfrau (Lied: Kiss the Girl) Randy Newman für Eine Wahnsinnsfamilie (Lied: I Love to See You Smile) Tom Snow und Dean Pitchford für Ein himmlischer Liebhaber (Lied: After All)                                      |

## 1991–2000
| Jahr | Preisträger                  | für den Film                                              | Nominierungen |
| ---- | ---------------------------- | --------------------------------------------------------- | --- |
| 1991 | Stephen Sondheim             | Dick Tracy (Lied: Sooner or Later (I Always Get My Man))  | Jon Bon Jovi für Blaze of Glory – Flammender Ruhm (Lied: Blaze of Glory) Carmine Coppola und John Bettis für Der Pate III (Lied: Promise Me You’ll Remember) Shel Silverstein für Grüße aus Hollywood (Lied: I’m Checkin’ Out) John Williams und Leslie Bricusse für Kevin – Allein zu Haus (Lied: Somewhere in My Memory)                                                  |
| 1992 | Alan Menken Howard Ashman    | Die Schöne und das Biest (Lied: Beauty And The Beast)     | Michael Kamen, Bryan Adams und Robert John Lange für Robin Hood – König der Diebe (Lied: (Everything I Do) I Do It for You) Alan Menken und Howard Ashman für Die Schöne und das Biest (Lied: Be Our Guest) Alan Menken und Howard Ashman für Die Schöne und das Biest (Lied: Belle) John Williams und Leslie Bricusse für Hook (Lied: When You’re Alone)                   |
| 1993 | Alan Menken Tim Rice         | Aladdin (Lied: A Whole New World)                         | David Foster und Linda Thompson für Bodyguard (Lied: I Have Nothing) Jud Friedman und Allan Dennis Rich für Bodyguard (Lied: Run to You) Robert Kraft und Arne Glimcher für Mambo Kings (Lied: Beautiful Maria of My Soul) Alan Menken und Howard Ashman für Aladdin (Lied: Friend Like Me)                                                                                 |
| 1994 | Bruce Springsteen            | Philadelphia (Lied: Streets of Philadelphia)              | Carole Bayer Sager, James Ingram und Clif Magness für Eine Familie namens Beethoven (Lied: The Day I Fall in Love) Janet Jackson, James Harris III und Terry Lewis für Poetic Justice (Lied: Again) Marc Shaiman und Ramsey McLean für Schlaflos in Seattle (Lied: A Wink and a Smile) Neil Young für Philadelphia (Lied: Philadelphia)                                     |
| 1995 | Elton John Tim Rice          | Der König der Löwen (Lied: Can You Feel the Love Tonight) | Carole Bayer Sager, James Newton Howard, James Ingram und Patty Smyth für Junior (Lied: Look What Love Has Done) Elton John und Tim Rice für Der König der Löwen (Lied: Circle of Life) Elton John und Tim Rice für Der König der Löwen (Lied: Hakuna Matata) Randy Newman für Schlagzeilen (Lied: Make Up Your Mind)                                                       |
| 1996 | Alan Menken Stephen Schwartz | Pocahontas (Lied: Colors of the Wind)                     | Michael Kamen, Bryan Adams und Robert John Lange für Don Juan DeMarco (Lied: Have You Ever Really Loved a Woman?) Randy Newman für Toy Story (Lied: You’ve Got a Friend in Me) Bruce Springsteen für Dead Man Walking – Sein letzter Gang (Lied: Dead Man Walking) John Williams, Alan Bergman und Marilyn Bergman für Sabrina (Lied: Moonlight)                            |
| 1997 | Andrew Lloyd Webber Tim Rice | Evita (Lied: You Must Love Me)                            | James Newton Howard, Jud Friedman und Allan Dennis Rich für Tage wie dieser (Lied: For the First Time) Adam Schlesinger für That Thing You Do! (Lied: That Thing You Do!) Barbra Streisand, Marvin Hamlisch, Robert John Lange und Bryan Adams für Liebe hat zwei Gesichter (Lied: I Finally Found Someone) Diane Warren für Aus nächster Nähe (Lied: Because You Loved Me) |
| 1998 | James Horner Will Jennings   | Titanic (Lied: My Heart Will Go On)                       | Stephen Flaherty und Lynn Ahrens für Anastasia (Lied: Journey to the Past) Alan Menken und David Zippel für Hercules (Lied: Go the Distance) Elliott Smith für Good Will Hunting (Lied: Miss Misery) Diane Warren für Con Air (Lied: How Do I Live) |
| 1999 | Stephen Schwartz             | Der Prinz von Ägypten (Lied: When You Believe)            | Carole Bayer Sager, David Foster, Tony Renis und Alberto Testa für Das magische Schwert – Die Legende von Camelot (Lied: The Prayer) Allison Moorer und Gwil Owen für Der Pferdeflüsterer (Lied: A Soft Place to Fall) Randy Newman für Schweinchen Babe in der großen Stadt (Lied: That’ll Do) Diane Warren für Armageddon (Lied: I Don’t Want to Miss a Thing)            |
| 2000 | Phil Collins                 | Tarzan (Lied: You’ll Be in My Heart)                      | Aimee Mann für Magnolia (Lied: Save Me) Randy Newman für Toy Story 2 (Lied: When She Loved Me) Trey Parker und Marc Shaiman für South Park: Der Film – größer, länger, ungeschnitten (Lied: Blame Canada) Diane Warren für Music of the Heart (Lied: Music of My Heart) |

## 2001–2010
| Jahr | Preisträger                                   | für den Film                                                      | Nominierungen |
| ---- | --------------------------------------------- | ----------------------------------------------------------------- | --- |
| 2001 | Bob Dylan                                     | Die WonderBoys (Lied: Things Have Changed)                        | Björk, Lars von Trier und Sjón für Dancer in the Dark (Lied: I’ve Seen It All) Jorge Calandrelli, James Schamus und James Schamus für Tiger and Dragon (Lied: A Love Before Time) Randy Newman für Meine Braut, ihr Vater und ich (Lied: A Fool in Love) Sting und David Hartley für Ein Königreich für ein Lama (Lied: My Funny Friend and Me)                                                                           |
| 2002 | Randy Newman                                  | Die Monster AG (Lied: If I Didn’t Have You)                       | Enya, Nicky Ryan und Roma Ryan für Der Herr der Ringe: Die Gefährten (Lied: May It Be) Paul McCartney für Vanilla Sky (Lied: Vanilla Sky) Sting für Kate & Leopold (Lied: Until) Diane Warren für Pearl Harbor (Lied: There You’ll Be) |
| 2003 | Eminem Jeff Bass Luis Resto                   | 8 Mile (Lied: Lose Yourself)                                      | Bono, The Edge, Adam Clayton und Larry Mullen Jr. für Gangs of New York (Lied: The Hands That Built America) Elliot Goldenthal und Julie Taymor für Frida (Lied: Burn It Blue) John Kander und Fred Ebb für Chicago (Lied: I Move On) Paul Simon für Abenteuer der Familie Stachelbeere (Lied: Father and Daughter) |
| 2004 | Fran Walsh Howard Shore Annie Lennox          | Der Herr der Ringe: Die Rückkehr des Königs (Lied: Into the West) | T Bone Burnett und Elvis Costello für Unterwegs nach Cold Mountain (Lied: The Scarlet Tide) Benoît Charest und Sylvain Chomet für Das große Rennen von Belleville (Lied: Belleville Rendez-Vous) Michael McKean und Annette O’Toole für A Mighty Wind (Lied: A Kiss at the End of the Rainbow) Sting für Unterwegs nach Cold Mountain (Lied: You Will Be My Ain True Love)                                                |
| 2005 | Jorge Drexler                                 | Die Reise des jungen Che (Lied: Al otro lado del río)             | Glen Ballard und Alan Silvestri für Der Polarexpress (Lied: Believe) Bruno Coulais und Christophe Barratier für Die Kinder des Monsieur Mathieu (Lied: Vois sur ton chemin) Adam Duritz, Charles Gillingham, Jim Bogios, David Immerglück, Matthew Malley, David Bryson und Dan Vickrey für Shrek 2 (Lied: Accidentally in Love) Andrew Lloyd Webber und Charles Hart für Das Phantom der Oper (Lied: Learn to Be Lonely) |
| 2006 | Jordan Houston Cedric Coleman Paul Beauregard | Hustle & Flow (Lied: It’s Hard out Here for a Pimp)               | Dolly Parton für Transamerica (Lied: Travelin’ Thru) Kathleen York und Michael Becker für L.A. Crash (Lied: In the Deep) |
| 2007 | Melissa Etheridge                             | Eine unbequeme Wahrheit (Lied: I Need to Wake Up)                 | Henry Krieger, Scott Cutler und Anne Preven für Dreamgirls (Lied: Listen) Henry Krieger und Siedah Garrett für Dreamgirls (Lied: Love You I Do) Henry Krieger und Willie Reale für Dreamgirls (Lied: Patience) Randy Newman für Cars (Lied: Our Town) |
| 2008 | Glen Hansard Markéta Irglová                  | Once (Lied: Falling Slowly)                                       | Alan Menken und Stephen Schwartz für Verwünscht (Lied: Happy Working Song) Alan Menken und Stephen Schwartz für Verwünscht (Lied: So Close) Alan Menken und Stephen Schwartz für Verwünscht (Lied: That’s How You Know) Jamal Joseph, Charles Mack und Tevin Thomas für Der Klang des Herzens (Lied: Raise It Up) |
| 2009 | A. R. Rahman Gulzar                           | Slumdog Millionär (Lied: Jai Ho)                                  | A. R. Rahman und Maya Arulpragasam für Slumdog Millionär (Lied: O… Saya) Peter Gabriel und Thomas Newman für WALL·E – Der Letzte räumt die Erde auf (Lied: Down to Earth) |
| 2010 | T Bone Burnett Ryan Bingham                   | Crazy Heart (Lied: The Weary Kind)                                | Reinhardt Wagner und Frank Thomas für Paris, Paris – Monsieur Pigoil auf dem Weg zum Glück (Lied: Loin de Paname) Maury Yeston für Nine (Lied: Take It All) Randy Newman für Küss den Frosch (Lied: Almost There) Randy Newman für Küss den Frosch (Lied: Down in New Orleans) |

## 2011–2020
| Jahr | Preisträger                                           | für den Film                                          | Nominierungen |
| ---- | ----------------------------------------------------- | ----------------------------------------------------- | --- |
| 2011 | Randy Newman                                          | Toy Story 3 (Lied: We Belong Together)                | A. R. Rahman, Rollo Armstrong und Dido für 127 Hours (Lied: If I Rise) Tom Douglas, Hillary Lindsey und Troy Verges für Country Strong (Lied: Coming Home) Alan Menken und Glenn Slater für Rapunzel – Neu verföhnt (Lied: I See the Light) |
| 2012 | Bret McKenzie                                         | Die Muppets (Lied: Man or Muppet)                     | Sérgio Mendes, Carlinhos Brown, Siedah Garrett für Rio (Lied: Real in Rio) |
| 2013 | Adele Adkins Paul Epworth                             | James Bond 007: Skyfall (Lied: Skyfall)               | Joshua Ralph für Chasing Ice (Lied: Before My Time) Walter Murphy, Seth MacFarlane für Ted (Lied: Everybody Needs a Best Friend) Mychael Danna, Bombay Jayashri für Life of Pi: Schiffbruch mit Tiger (Lied: Pi’s Lullaby) Claude-Michel Schönberg, Herbert Kretzmer, Alain Boublil für Les Misérables (Lied: Suddenly)                                                                            |
| 2014 | Kristen Anderson-Lopez Robert Lopez                   | Die Eiskönigin – Völlig unverfroren (Lied: Let It Go) | Pharrell Williams für Ich – Einfach unverbesserlich 2 (Lied: Happy) Karen O und Spike Jonze für Her (Lied: The Moon Song) Paul Hewson, Dave Evans, Adam Clayton, Larry Mullen für Mandela – Der lange Weg zur Freiheit (Lied: Ordinary Love) |
| 2015 | John Legend Common                                    | Selma (Lied: Glory)                                   | Shawn Patterson für The LEGO Movie (Lied: Everything Is Awesome) Diane Warren für Beyond the Lights (Lied: Grateful) Glen Campbell und Julian Raymond für Glen Campbell: I’ll Be Me (Lied: I’m Not Gonna Miss You) Gregg Alexander und Danielle Brisebois für Can a Song Save Your Life? (Lied: Lost Stars)                                                                                        |
| 2016 | Sam Smith Jimmy Napes                                 | James Bond 007: Spectre (Lied: Writing’s on the Wall) | Abel Tesfaye, Ahmad Balshe, Jason Quenneville und Stephan Moccio für Fifty Shades of Grey (Lied: Earned It) Joshua Ralph und Antony Hegarty für Racing Extinction (Lied: Manta Ray) David Lang für Ewige Jugend (Lied: Simple Song #3) Diane Warren und Lady Gaga für Freiwild – Tatort Universität (Lied: Til It Happens to You)                                                                  |
| 2017 | Justin Hurwitz Benj Pasek Justin Paul                 | La La Land (Lied: City of Stars)                      | Justin Hurwitz, Benj Pasek und Justin Paul für La La Land (Lied: Audition (The Fools Who Dream)) Justin Timberlake, Max Martin und Karl Johan Schuster für Trolls (Lied: Can’t Stop the Feeling!) J. Ralph und Sting für Jim Foley – Realität des Terrors (Lied: The Empty Chair) Lin-Manuel Miranda für Vaiana (Lied: How Far I’ll Go)                                                            |
| 2018 | Kristen Anderson-Lopez Robert Lopez                   | Coco – Lebendiger als das Leben! (Lied: Remember Me)  | Mary J. Blige, Raphael Saadiq und Taura Stinson für Mudbound (Lied: Mighty River) Sufjan Stevens für Call Me by Your Name (Lied: Mystery of Love) Diane Warren und Common für Marshall (Lied: Stand Up for Something) Benj Pasek und Justin Paul für Greatest Showman (Lied: This Is Me) |
| 2019 | Lady Gaga Mark Ronson Anthony Rossomando Andrew Wyatt | A Star Is Born (Lied: Shallow)                        | Mark Spears, Kendrick Lamar, Anthony Tiffith und Solana Rowe für Black Panther (Lied: All the Stars) Diane Warren für RBG – Ein Leben für die Gerechtigkeit (Lied: I’ll Fight) Marc Shaiman und Scott Wittman für Mary Poppins’ Rückkehr (Lied: The Place Where Lost Things Go) David Rawlings und Gillian Welch für The Ballad of Buster Scruggs (Lied: When A Cowboy Trades His Spurs For Wings) |
| 2020 | Elton John Bernie Taupin                              | Rocketman (Lied: (I’m Gonna) Love Me Again)           | Randy Newman für A Toy Story: Alles hört auf kein Kommando (Lied: I Can’t Let You Throw Yourself Away) Diane Warren für Breakthrough – Zurück ins Leben (Lied: I’m Standing with You) Kristen Anderson-Lopez und Robert Lopez für Die Eiskönigin II (Lied: Into the Unknown) Joshuah Brian Campbell und Cynthia Erivo für Harriet – Der Weg in die Freiheit (Lied: Stand Up)                       |

## 2021–2030
| Jahr | Preisträger                           | für den Film                                      | Nominierungen |
| ---- | ------------------------------------- | ------------------------------------------------- | --- |
| 2021 | H.E.R. D’Mile Tiara Thomas            | Judas and the Black Messiah (Lied: Fight for You) | Daniel Pemberton und Celeste Waite für The Trial of the Chicago 7 (Lied: Hear My Voice) Savan Kotecha, Fat Max Gsus und Rickard Göransson für Eurovision Song Contest: The Story of Fire Saga (Lied: Husavik) Diane Warren und Laura Pausini für Du hast das Leben vor dir (Lied: Io sì (Seen)) Leslie Odom Jr. und Sam Ashworth für One Night in Miami (Lied: Speak Now) |
| 2022 | Billie Eilish Finneas O’Connell       | Keine Zeit zu sterben (Lied: No Time to Die)      | Beyoncé und Dixson für King Richard (Lied: Be Alive) Lin-Manuel Miranda für Encanto (Lied: Dos Oruguitas) Van Morrison für Belfast (Lied: Down to Joy) Diane Warren für Four Good Days (Lied: Somehow You Do) |
| 2023 | M. M. Keeravani Chandrabose           | RRR (Lied: Naatu Naatu)                           | Diane Warren für Tell It Like a Woman (Lied: Applause) Lady Gaga, BloodPop für Top Gun: Maverick (Lied: Hold My Hand) Tems, Rihanna, Ryan Coogler, Ludwig Göransson für Black Panther: Wakanda Forever (Lied: Lift Me Up) Ryan Lott, David Byrne für Everything Everywhere All at Once (Lied: This Is a Life)                                                             |
| 2024 | Billie Eilish Finneas O’Connell       | Barbie (Lied: What Was I Made For?)               | Diane Warren für Flamin’ Hot (Lied: The Fire Inside) Mark Ronson und Andrew Wyatt für Barbie (Lied: I’m Just Ken) Jon Batiste und Dan Wilson für American Symphony (Lied: It Never Went Away) Scott George für Killers of the Flower Moon (Lied: Wahzhazhe (A Song for My People))                                                                                        |
| 2025 | Jacques Audiard Camille Clément Ducol | Emilia Pérez (Lied: El Mal)                       | Diane Warren für The Six Triple Eight (Lied: The Journey) Abraham Alexander und Adrian Quesada für Sing Sing (Lied: Like a Bird) Camille und Clément Ducol für Emilia Pérez (Lied: Mi Camino) Brandi Carlile, Elton John, Bernie Taupin und Andrew Watt für Elton John: Never Too Late (Lied: Never Too Late)                                                             |